# Cecidomyia limbitorquens
Cecidomyia limbitorquens är en tvåvingeart som först beskrevs av Bremi 1847.  Cecidomyia limbitorquens ingår i släktet Cecidomyia och familjen gallmyggor.
Artens utbredningsområde är Schweiz. Inga underarter finns listade i Catalogue of Life.